# IC 4972
IC 4972 ist eine Spiralgalaxie vom Hubble-Typ Sbc im Sternbild Pfau am Südsternhimmel. Sie ist schätzungsweise 158 Millionen Lichtjahre von der Milchstraße entfernt und hat einen Durchmesser von etwa 55.000 Lj.
Im selben Himmelsareal befinden sich u. a. die Galaxien NGC 6872, NGC 6876, NGC 6877, IC 4970.
Das Objekt wurde am 21. September 1900 vom US-amerikanischen Astronomen DeLisle Stewart entdeckt.